# کوشنچین
کوشنچین (به لهستانی:  Koszęcin) یک روستا در لهستان است که در گمینا کوشنچین واقع شده‌است.
 کوشنچین  ۴٬۵۶۳ نفر جمعیت دارد.